# Капуциновые
Капуциновые, цепкохво́стые обезья́ны, капуцинообра́зные обезья́ны, капуци́ны, цебусовые, или цебиды (лат. Cebidae) — семейство широконосых обезьян. Представители характеризуются длинным хватательным хвостом.

## Таксономия
Представления о составе таксона цепкохвостых обезьян существенно изменялись в последние годы. До недавнего времени в это семейство включали всех широконосых обезьян за исключением игрунковых (Callitrichidae). На рубеже XX и XXI веков, в результате пересмотра родственных связей в пределах широконосых обезьян, игрунковые были включены в семейство цепкохвостых в ранге подсемейства. Одновременно с этим ряд родов, ранее входивших в состав цепкохвостых, был выделен в собственные семейства. Включение игрунковых в это семейство, однако, не закрепилось, и большинство классификаций рассматривали в составе цепкохвостых лишь два рода — капуцинов и саймири.
До 2012 года всех капуцинов относили к роду Cebus, однако проведённые в 2012 году генетические исследования позволили выделить новый род, Sapajus. Эволюционные пути этих двух родов разошлись примерно 6,2 млн лет назад (примерно в то же время жил последний общий предок человека и шимпанзе).

### Классификация
База данных Американского общества маммологов (ASM Mammal Diversity Database) признаёт 3 рода и 19 видов капуциновых (в квадратных скобках указаны спорные виды, предварительно включённые в синонимику общепризнанных видов):
- Подсемейство Cebinae
  - Род Cebus — Капуцины
    - Cebus albifrons — Белолобый капуцин [C. aequatorialis, C. cesarae, C. cuscinus, C. leucocephalus, C. malitiosus, C. unicolor, C. versicolor и C. yuracus]
    - Cebus capucinus — Обыкновенный капуцин [C. imitator]
    - Cebus kaapori — Капуцин-каапори
    - Cebus olivaceus — Траурный капуцин [C. castaneus, C. brunneus и C. trinitatis]

  - Род Sapajus
    - Sapajus apella — Капуцин-фавн, или бурый черноголовый капуцин
    - Sapajus cay
    - Sapajus flavius
    - Sapajus libidinosus — Чернополосый капуцин
    - Sapajus nigritus — Бурый капуцин
    - Sapajus robustus
    - Sapajus xanthosternos — Желтобрюхий капуцин
- Подсемейство Saimiriinae
  - Род Saimiri — Саймири, или беличьи обезьяны
    - Saimiri boliviensis — Боливийский саймири
    - Saimiri cassiquiarensis
    - Saimiri collinsi
    - Saimiri macrodon
    - Saimiri oerstedii — Рыжеспинный саймири
    - Saimiri sciureus — Обыкновенная беличья обезьяна, или беличий саймири
    - Saimiri ustus — Голоухий саймири
    - Saimiri vanzolini — Чёрный саймири